# David Bolarinwa
David Bolarinwa (ur. 20 października 1993) – brytyjski lekkoatleta specjalizujący się w biegach sprinterskich.
Podczas igrzysk olimpijskich młodzieży w 2010 zdobył indywidualnie brązowy medal w biegu na 100 metrów oraz był członkiem reprezentującej Europę sztafety szwedzkiej (razem z Polakiem Tomaszem Kluczyńskim, Włochem Marco Lorenzi i Rosjaninem Nikitą Ugłowem), która wywalczyła srebrny medal. Trzykrotnie stawał na podium, rozegranych latem 2011 w Tallinnie, mistrzostw Europy juniorów zdobywając m.in. złoto w biegu na 200 metrów. W 2013 wszedł w skład brytyjskiej sztafety 4 x 100 metrów podczas eliminacji młodzieżowych mistrzostw Europy w Tampere, która w finale zdobyła złoty medal.
Rekordy życiowe: bieg na 100 metrów – 10,29 (29 maja 2011, Bedford); bieg na 200 metrów – 20,60 (8 czerwca 2013, Ratyzbona). 

## Osiągnięcia
| Rok  | Impreza                                             | Miejsce   | Konkurencja        | Lokata     | Wynik   |
| ---- | --------------------------------------------------- | --------- | ------------------ | ---------- | ------- |
| 2010 | Eliminacje Europy do igrzysk olimpijskich młodzieży | Moskwa    | bieg na 100 m      | 1. miejsce | 10,68   |
| 2010 | Eliminacje Europy do igrzysk olimpijskich młodzieży | Moskwa    | bieg na 200 m      | 2. miejsce | 21,49   |
| 2010 | Igrzyska olimpijskie młodzieży                      | Singapur  | bieg na 100 m      | 3. miejsce | 10,51   |
| 2010 | Igrzyska olimpijskie młodzieży                      | Singapur  | sztafeta szwedzka  | 2. miejsce | 1:52,11 |
| 2011 | Mistrzostwa Europy juniorów                         | Tallinn   | bieg na 100 m      | 3. miejsce | 10,46   |
| 2011 | Mistrzostwa Europy juniorów                         | Tallinn   | bieg na 200 m      | 1. miejsce | 21,07   |
| 2011 | Mistrzostwa Europy juniorów                         | Tallinn   | sztafeta 4 x 100 m | 2. miejsce | 39,48   |
| 2012 | Mistrzostwa świata juniorów                         | Barcelona | bieg na 200 m      | 6. miejsce | 20,69   |
| 2013 | Młodzieżowe mistrzostwa Europy                      | Tampere   | bieg na 200 m      | 7. miejsce | 20,85   |
| 2013 | Młodzieżowe mistrzostwa Europy                      | Tampere   | sztafeta 4 x 100 m | 1. miejsce | 39,35   |